# 騎兵衛隊閱兵場

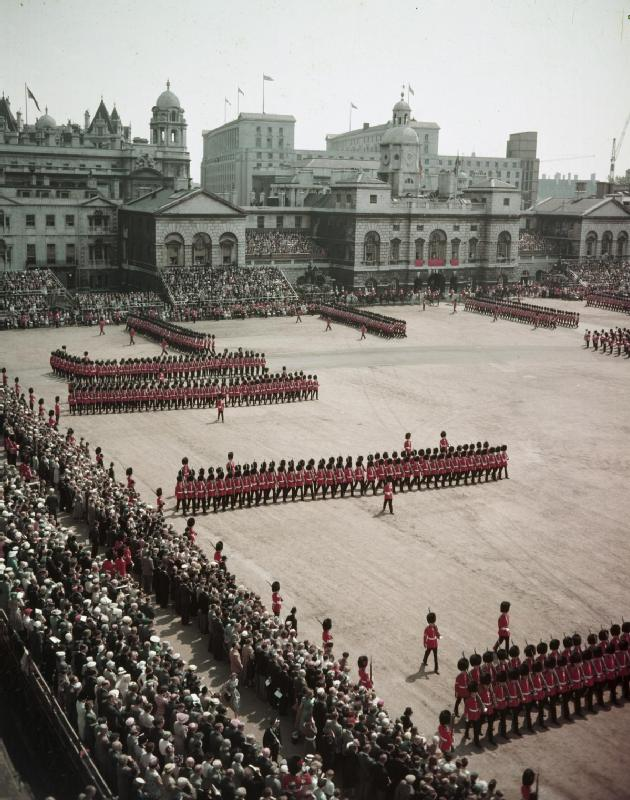
1956年軍旗敬禮分列式在騎兵衛隊閱兵場舉行

騎兵衛隊閱兵場（Horse Guards Parade），或譯騎兵衛隊校場、禁衛騎兵團校場，是位於英格蘭倫敦市中心白廳附近的一個閱兵場（校場），每年在此舉辦慶祝英國君主正式生日的軍旗敬禮分列式，以及鳴金收兵儀式。

## 歷史

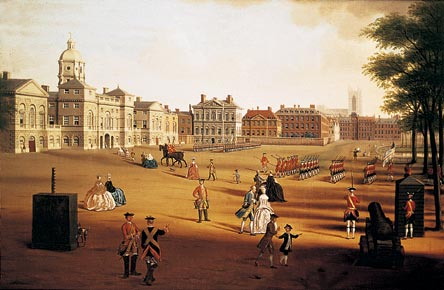
冷溪近衛團在騎兵衛隊校場受閲（The Coldstream Guards on Parade at Horse Guards），約翰·查普曼油畫，約1755年

騎兵衛隊校場原爲白廳宮的比武場，在亨利八世時代用於舉行各種比武（例如馬上長矛比武）。伊麗莎白一世時代也用來舉行每年女王生日慶典。自17世紀以來，校場用來舉行各種閲兵、列隊式以及其他儀式。
相鄰的騎兵衛隊總部曾是英國陸軍總部，威靈頓公爵擔任陸軍總司令時就以騎兵衛隊總部作爲大本營。他當時使用的辦公室和辦公桌現在由倫敦軍區司令官使用。惠靈頓在樓内還有住宿用的房間，現在作爲辦公室使用。
20世紀的大部分時期，騎兵衛隊校場都曾被用來當作高階文官的停車場，有大約500名文官獲得此特權，被稱爲“大賞”（Great Perk）。1997年2月7日，臨時愛爾蘭共和軍從臨近校場的騎兵衛隊大道上停泊的汽車裏發射迫擊炮攻擊毗鄰的唐寧街十號，因此連帶引發對騎兵衛隊校場的安保安排進行檢討。1993年政府委員會建議將校場回歸公共使用，但遭到擔心失去停車位的高階文官抵制，這一消息見報後引起公衆反感。1996年騎兵衛隊校場關閉以重舖地面，完工後1997年3月開始不再作爲停車場使用，并且附近區域都不許泊車。
2012年倫敦奧運會的沙灘排球比賽在這裡舉行。

## 形制
校場西面開放，面向騎兵衛隊路和聖詹姆士公園。其他三面有建築環繞。從西北角開始順時針為：（北面）海軍部堡壘、海軍部大樓擴展翼，（東面）海軍部大樓（水師提督衙門）、騎兵衛隊總部（近衛騎兵團部）、多佛樓（蘇格蘭部的總部）的背面，（南面）原財政部大樓（現為内閣辦公廳使用）以及唐寧街10號（首相府）的後花園。由於貼近首相府，騎兵衛隊校場的南沿限制進入。
通常情況下，公衆可以從白廳穿過騎兵衛隊總部大樓底部的門洞從東面進入騎兵衛隊校場。

## 外部連結
- 维基共享资源上的相關多媒體資源：騎兵衛隊閱兵場

51°30′17″N 0°07′42″W / 51.5047°N 0.1283°W